# Ludgrove School
Ludgrove School est un pensionnat indépendant anglais pour environ 200 garçons, âgés de sept à treize ans. Il est situé dans la paroisse civile de Wokingham Without, attenant à la ville de Wokingham dans le comté anglais du Berkshire.

## Anciens élèves célèbres
- Le prince William, Prince de Galles ;
- Le prince Harry, duc de Sussex ;
- Charles Cumming ;
- Alexander Frederick Douglas-Home ;
- Paul Foot ;
- Bear Grylls ;
- General Sir Oliver Leese ;
- Robert R. McCormick.